# Weh dem, der liebt!
Weh dem, der liebt! è un film del 1951 diretto da Sándor Szlatinay (come Alexander von Slatinay)

## Produzione
Il film fu prodotto dalla Real-Film GmbH.

## Distribuzione
Distribuito dalla Allianz Filmverleih, uscì nelle sale cinematografiche della Germania Ovest il 1º maggio 1951 dopo essere stato presentato alla Bonbonniere di Berlino il 27 aprile 1951.